# Cirkulacija 2
Cirkulacija 2 je umetniška iniciativa iz Ljubljane, ki se zavzema za dolgoročno vzdrževanje skupnega delovnega in predstavitvenega prostora (hiše umetnikov) in skupnega delovanja na področju sodobne umetnosti. Začetek neformalnega delovanja je bil leta 2007. 
Od leta 2009 organizirano kot Društvo za interdisciplinarnost, samoprodukcijo in cirkulacijo sodobne umetnosti. Ustanovitelji: Borut Savski, Stefan Doepner, Boštjan Leskovšek, Majda Gregorič, Ksenija Čerče. Trenutno so člani: Stefan Doepner, Borut Savski, Boštjan Leskovšek in Jakob Harisch.

## Dejavnosti
Organizacija intermedijskih sodelovalnih platform.  
Leta 2009 je nastopila na Arzenal depo 2K9 - Sodobna raziskovalna umetnost 80 let po Delaku. 
Med letoma 2010 in 2013 serija festivalov Platforma za totalno umetnost (v galeriji Alkatraz Ljubljana, na festivalu Pixxelpoint Nova Gorica, na festivalu MFRU Maribor, ). 
Leta 2014 in 2015 je izvajala dogodke pod skupnim naslovom Hrup to smo mi. 

## Nagrade
- Nagrada Zlato gnezdo za področje glasbe za leto 2009. Nagrado podeljuje Liberalna akademija. Ljubljana 2010